# Kombinacja językowa
Kombinacja językowa – wszystkie języki, jakich tłumacz używa zawodowo. Poniższa klasyfikacja języków zaczerpnięta jest z definicji przyjętych przez AIIC, Międzynarodowe Stowarzyszenie Tłumaczy Konferencyjnych.
- Język A, to ojczysty język tłumacza, albo inny język, którym tłumacz włada na poziomie identycznym z językiem ojczystym. Tłumacz pracuje na swój język A ze wszystkich innych języków, jakimi włada, tak w tłumaczeniu konsekutywnym, jak i symultanicznym.
- Język B (także zwany językiem aktywnym lub czynnym) to język, którym – choć nie jest on językiem ojczystym – tłumacz włada na poziomie porównywalnym z językiem A. Tłumacz pracuje na język B tylko z języka (języków) A. Niektórzy tłumacze pracują na język B tylko konsekutywnie.
- Język C (także zwany biernym) to język, który tłumacz znakomicie rozumie, ale którym nie posługuje się w stopniu pozwalającym na tłumaczenie czynne. Tłumacz pracuje więc z języka C na język A, lecz nie z języka A na język C. Tłumacze często mają kilka języków C.

Retour (wym. retur) to słowo zapożyczone z języka francuskiego. Oznacza, że tłumacz pracuje na język B nie tylko konsekutywnie, ale też symultanicznie. Przykład: „Wiem, że pracujesz z angielskiego na polski, ale czy robisz też retour?”.